# Walter Famler
Walter Famler (* 1958 in Bad Hall) ist ein österreichischer Journalist, Redakteur, Publikumsrat, Publizist, Verleger, Autor und Übersetzer. Er lebt in Wien.

## Leben
Walter Famler ist Generalsekretär des Kunstvereins Alte Schmiede in Wien. Außerdem war er seit 1983 Redaktionsmitglied und seit 1997 Herausgeber der ebenfalls in Wien erscheinenden Literaturzeitschrift Wespennest. Anfang der 1990er Jahre ergänzte Walter Famler den Zeitschriftenverlag durch einen Buchverlag.
Darüber hinaus wurde Walter Famler als passionierter Juri-Gagarin-Fan bekannt. Er ist „Kommandant der Bewegung KOCMOC/Gruppe Gagarin“, die er 1997 nach einem Moskauaufenthalt gründete. In diesem Zusammenhang hat er zwei Bücher veröffentlicht, die sich mit dem Kosmonauten Juri Gagarin und Famlers Begeisterung für den ersten Mann im Weltraum befassen. In einem im Börsenblatt erschienenen Interview äußert er selbst sich dazu wie folgt:

„Famler: Mich interessiert die Figur Gagarin ideengeschichtlich. […] Der erste Mensch im Weltraum war ein Sowjetrusse, Juri Gagarin! […] 1997 […] bin ich auf den „Pavillon Kosmos“ gestoßen und wurde ich zufällig Zeuge, wie die große Weltraum-Ausstellung, eigentlich eine Gagarin-Propaganda-Ausstellung, demontiert und zum Abtransport vorbereitet wurde. Ein Erlebnis, das mir ganze Bibliotheken über den Verfall und Untergang von Großreichen ersetzt. […] Ein dadaistisch-spontaner Entschluss: Ich wollte den Kopf des Juri Gagarin retten! An dem Vorhaben sind wir gescheitert. Aber ich habe noch vor Ort die Bewegung Kocmoc/Gruppe Gagarin gegründet – mit dem Ziel, das Lächeln des Juri Gagarin weltweit in die Antlitze der Frauen zu zaubern. […]“

Walter Famler war Initiator und Berater der Ausstellung „Weltraum. Die Kunst und ein Traum“, die am 1. April 2011 in der Kunsthalle Wien eröffnet wurde.
Walter Famler war ab 2018 Mitglied des Publikumsrates des Österreichischen Rundfunks (ORF).

## Veröffentlichungen
als Autor
- Im Zeichen des roten Sterns. Kulturmaschinen, Berlin 2011, ISBN 978-3-940274-35-9.
- Wostok 1 landet auf dem Roten Platz und fliegt weiter zum Sternenstädtchen. auf den Spuren Juri Gagarins. Sonderzahl Verlag, Wien 2008, ISBN 978-3-85449-288-7.

als Herausgeber
- The Beatles. Der Comic. Herausgegeben, übersetzt und mit einem Nachwort von Walter Famler. Bahoe Books, Wien 2020.
- Das Adolf-Holl-Brevier. Residenz-Verlag, St. Pölten 2010, ISBN 978-3-7017-3184-8.
- Adolf Holl. Zwischen Wirklichkeit und Wahrheit. Wespennest, Wien 2000, ISBN 3-85458-305-2.
- Erfolgreich studieren. Tips, Tricks und alle Adressen für Uni-Starter, Fortgeschrittene und Absolventen. Falter-Verlag, Wien 1987, ISBN 3-85439-050-5 (zusammen mit Herbert Rainer).

als Übersetzer
- The Rolling Stones – Der Comic, Céka. In einer Übersetzung von Walter Famler. Bahoe Books, Wien 2021, ISBN 978-3-903290-59-4